# مايز البياع
مايز البياع(-) مغني لبناني.

## حياته
ولد في بلدة بخعون منطقة الضنية شمالي لبنان، بدأ حياته في الكويت من عمر أربع سنوات، تابع تحصيله العلمي، في مدرسة كويتية، ثم التحق بجامعة ودرس «الطوبوغرافيا» وتخصص بها، كان والده يعمل في التجارة، ويملك محلات للخضار في الكويت، وقد عمل مع والده ومسك له حسابات المحلات، بعدها التحق بالعمل ليلا في مطعم «برج الكويتية»، وكان يغني لقاء أجر معين بعد غربته الطويلة عاد مايز إلى لبنان 

### حياته الأسرية
انفصل عن زوجته بعد عشرين عاما ورزق منها بثلاثة أبناء تزوج من ليندا زرقاء ولم يعلن الزواج منها لحين تعرضها للضرب المبرح والتعنيف على يده حيث قامت الإعلامية الكويتية مي العيدان  بنشر وثيقة الزواج لتؤكد صحته بعد انكاره التام له

## مشواره المهني
انطلاقته كانت عام 1983 عمل في الملاهي اللبنانية، قدّم خلال مسيرته الفنية العديد من الألبومات الغنائية: «أنت حياتي»، «دلعياتي»، «دلع البنات» و«بكام الورد يا معلم»، هذا بالإضافة إلى ألبوم غنائي تضمن أشهر أًغنياته حمل عنوان «أشهر الأغاني».
لَمَع نجمه في فترة الثمانينات من الأُغنيات التي حققت له شهرة واسعة من أهمها: «يا سلام على الحب»، «والله وغاليين علينا»، «كلام حبيبي»، «الله عليك»، و«طيب جدًا».

## تجربته في التمثيل
في عام 1985 شارك في فيلم «الفاتنة والمغامر» مع رولا حمادة وأحمد الزين

## ألبومات[5]
| الألبوم                | العام | المنتج       |
| ---------------------- | ----- | ------------ |
| حلوة الدنيا            | 1988  | ريلاكس إن    |
| أشهر أغاني مايز البياع | 1989  | ريلاكس إن    |
| بكام الورد يا معلم     | 1989  | الأرز        |
| حبي الأولاني           | 1990  | ريلاكس إن    |
| حبك                    | 1991  | ريلاكس إن    |
| دلع البنات             | 1992  | ريلاكس إن    |
| بندهلك                 | 1993  | ميوزيك ماستر |
| مرك عسل                | 1993  | ميوزيك ماستر |
| طيب جدا                | 1993  | ميوزيك ماستر |
| إنت حياتي              | 1995  | ميوزيك ماستر |
| كل الكلام              | 1995  | ميوزيك ماستر |
| أعزك                   | 2012  | لورد ساوند   |